# 第179歩兵旅団 (人民解放軍陸軍)
第179歩兵旅団（第179步兵旅）は、中国人民解放軍陸軍の旅団の1つ。第12集団軍に所属する。旧第179師団。対外的に開放されている数少ない部隊の1つ。部隊創設以来、4人の戦闘英雄を輩出した。

## 歴史
第179旅団は、1945年12月13日に山西決死3縦隊を基盤に改編された晋冀魯豫野戦軍第8縦隊第23旅を前身とする。第23旅は、第67団、第68団、第69団を管轄し、総員4,975人だった。旅長は黄定基、参謀長は張振華、政治部主任は鄭其貴。

### 国共内戦
- 1945年7月 - 太行軍区独立旅に改称
  - 11月 - 太岳軍区第12旅に改称
- 1947年8月1日 - 晋冀魯豫野戦軍第8縦隊が編成され、その編制に配属。総員5,908人
  - 10月 - 運城の戦いに参加し、敵団長以下1千人を撃滅
  - 12月 - 再び運城戦役に参加して、主攻を担当し、敵5千人を撃滅した。この戦いで、第69団第7連の戦士、車元路に「鋼鉄勇士」の称号が授与された。第67団第2営と第69団第2営には「攻運先鋒営」、第69団第4連には「開路先鋒連」の称号が授与された。
- 1948年3月7日 - 臨汾戦役に参加し、臨汾を解放。戦役中、敵6千人を撃滅。
  - 6月4日 - 徐向前元帥により、「光栄的臨汾旅」の称号を授与される。偵察排長李来龍、工兵排長張貴雲、第68団第8連副連長張徳興には、各々「偵察英雄」、「工兵英雄」、「戦闘英雄」の称号が授与された。
  - 6月10日 - 晋中戦役に参加し、閻錫山の「親訓師」（第72師）と「親訓砲兵団」を撃滅
  - 8月 - 山西省太谷において、砲兵大隊（山砲連、重砲連、戦防砲連）を増設
  - 9月 - 国民党趙承綬集団を包囲し、第9総隊を撃滅した。
  - 10月5日 - 太原戦役に参加
- 1949年3月5日 - 太原東山において、中国人民解放軍歩兵第179師に改称。師長黄定基、政治委員肖新春、副師長呉仕宏、副政治委員鄭其貴、参謀長門国梁、政治部主任張向善。所属の第67団、第68団、第69団は、各々第535団、第536団、第537団に改称された。 
  - 4月24日 - 太原の戦いに参加
  - 7月12日 - 西北に移り、扶眉戦役に参加。扶豊地区において、国民党第177師を追撃、2,691人を撃滅
  - 8月29日 - 秦嶺戦役に参加し、第60軍の右路縦隊となる。
  - 12月30日 - 四川省成都に到達し、入城
- 1950年2月 - 茂県地区に入り、茂県軍分区を兼任 
  - 6月13日 - 西南軍区の命令により、起義した旧国民党第95軍第126師を編入。総員13,051人。

### 朝鮮戦争
- 1951年2月 - 中国人民志願軍第60軍第179師として、朝鮮戦争に投入 
  - 3月18日 - 北朝鮮に進入。第5次戦役の第1段階に参加。師団は、鉄原西白石洞等の地域から攻撃発起し、トルコ軍旅団の陣地を突破し、トルコ軍とアメリカ第25師団の連絡を遮断した。
  - 5月16日 - 戦役第2段階が始まり、第3兵団の予備隊となる。
- 1952年10月8日 - 東部戦線の防衛に編入
- 1953年5月 - 東部戦線と中部戦線の夏季反撃作戦に参加して、敵1個連隊を撃滅し、「連司」の称号と兵団通報表彰を受ける。 
  - 10月4日 - 帰国

### 戦後
- 1953年12月 - 安徽省蚌埠に駐屯。22日、安徽省嘉山において、砲兵第559団編成
- 1954年2月 - 新編制に移行
- 1955年8月 - 風陽地区において、強化歩兵団実兵戦術演習を実施
- 1958年9月 - 南京軍区司令員許世友上将の視察時、第537団第6連の戦士が爆破の破片から将軍を守ったため、「尊幹愛兵表兵連」の称号を授与される。
- 1960年10月 - 中国共産党中央軍事委員会により、南京軍区戦備値班満員師に指定 
  - 1960年3月 - 第535団が合肥「特殊鋼廠」建設に参加し、毛沢東の接見を受ける。
- 1961年2月 - 第181師坦克自行火砲第283団が配属される。甲種師編制に改編。
  - 9月 - 安徽省滁洲地区に移動
- 1962年6月 - 安徽省滁洲から福州に集結し、中華民国軍の大陸侵攻を抑止
  - 11月 - 江西省上饶に移動。
- 1963年7月 - 安徽省滁洲に戻る。
- 1964年3月 - 第12軍郭興福教学法の大練兵において、1個連、1個排、19個班が受賞した。
- 1967年8月 - 安徽省滁洲から江蘇南京に移り、「三支両軍」任務を遂行 
  - 9月 - 坦克自行火砲第283団が坦克第9師に配属
  - 12月 - 南京警備区を兼任
- 1969年6月 - 砲兵第559団が第179師砲兵団に改称 
  - 10月 - 南京警備区の任務を解除
- 1971年3月4日 - 中央軍事委員会の命令により、対外的に開放され、送迎任務に従事
- 1979年 - 中越戦争に1,800人を派遣
- 1982年11月 - 甲種満員師に改編
- 1983年10月24日 - 楊得志総参謀長、張震副総参謀長が部隊を検閲
- 1985年10月1日 - 第60軍が廃止され、第12軍に配属。第357団は実兵団となり、第535団と第536団は教導団とされた。第12集団軍第179師に改称。
- 1988年6月3日 - 「臨汾旅」命名40周年の際、徐向前元帥から祝電が届く。
- 1989年2月 - 乙種歩兵師団に改編。第535団は、教導団から甲種歩兵団兼南京軍区特種警備団に改編された。第536団と第537団は、乙種歩兵団となった。
- 1990年代後半 - 旅団に縮小され、第12集団軍第179旅となる。
- 2008年7月 - 中国国際戦略学会の要請により、笹川日中友好基金の自衛隊代表団が同旅団を訪問。

## 歴代師団長・旅団長
| 職名 | 氏名   | 階級 | 在任期間 | 出身校      | 前職 |
| ---- | ------ | ---- | -------- | ----------- | ---- |
| 師長 | 黄定基 |      |          | 1949年3月 - |      |
| 旅長 | 金川   | 大校 |          |             |      |

| 職名     | 氏名   | 階級 | 在任期間 | 出身校      | 前職 |
| -------- | ------ | ---- | -------- | ----------- | ---- |
| 政治委員 | 肖新春 |      |          | 1949年3月 - |      |